# Peter Woulfe
Peter Woulfe (n. 1727, Limerick, Munster⁠(d), Irlanda – d. 1803, Londra, Regatul Unit al Marii Britanii și Irlandei) a fost un chimist și mineralog irlandez . El a avut mai întâi ideea că wolframitul ar putea conține un element anterior nedescoperit (wolfram).  
În 1771, Woulfe a raportat formarea unui colorant galben atunci când a fost tratat indigo cu acid azotic. Mai târziu a fost descoperit de alții că el a format acid picric, care în cele din urmă a fost folosit ca primul colorant sintetic, un exploziv și un tratament antiseptic pentru arsuri. 
Woulfe este creditat că a inventat, ca. 1767, Woulfe Bottle, un aparat pentru purificarea sau dizolvarea gazelor, care a folosit o sticlă cu două sau trei gâturi. 

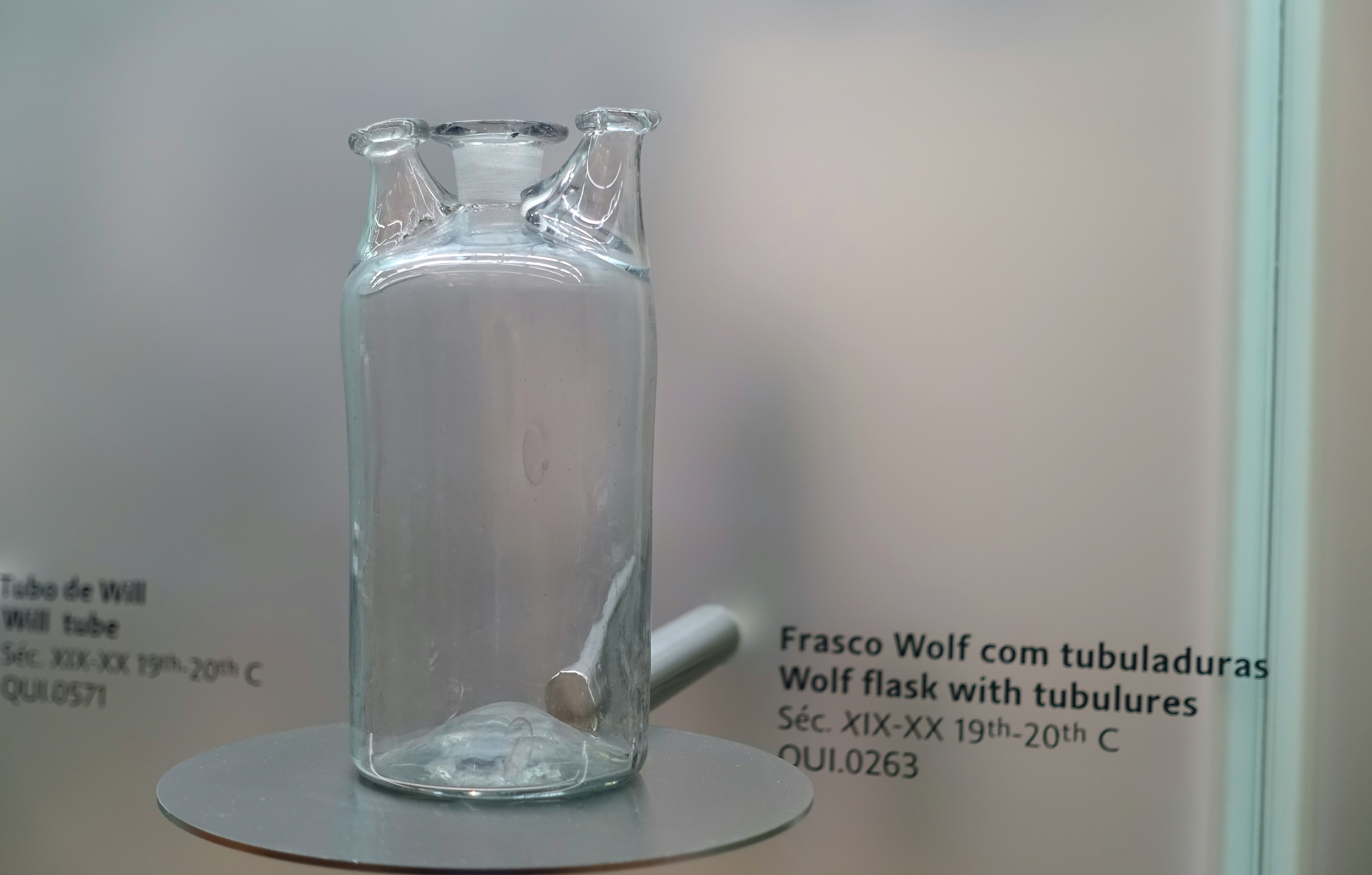

## Legături externe
- Woulfe bottles (twonecked and threenecked); The Jagiellonian University Museum la Wayback Machine (archived 9 martie 2008)